# 聖塞巴斯蒂昂杜瓦圖芒
02°34′19″S 57°52′15″W / 2.57194°S 57.87083°W
聖塞巴斯蒂昂杜瓦圖芒（葡萄牙語：São Sebastião do Uatumã）是巴西的城鎮，位於該國北部，由亞馬遜州負責管轄，始建於1981年12月10日，面積10,741平方公里，2014年人口12,451，人口密度每平方公里1.16人。